# Division I 1966-1967 (pallacanestro maschile)
La Division I 1966-1967 è stata la 35ª edizione del massimo campionato belga di pallacanestro maschile. La vittoria finale è stata ad appannaggio del Racing Mechelen.

## Risultati

### Stagione regolare
|     | Squadra                   | G  | V  | N | P  | PF | PS | Pt. | Qualificazione |
| --- | ------------------------- | -- | -- | - | -- | -- | -- | --- | -------------- |
| 1.  | Racing Mechelen           | 22 | 21 | 0 | 1  |    |    | 42  |                |
| 2.  | Royal IV Anderlecht       | 22 | 16 | 0 | 6  |    |    | 32  |                |
| 3.  | Standard Liegi            | 22 | 15 | 0 | 7  |    |    | 30  |                |
| 4.  | Antwerpse                 | 22 | 14 | 0 | 8  |    |    | 28  |                |
| 5.  | Racing White              | 22 | 13 | 0 | 9  |    |    | 26  |                |
| 6.  | Bavi Vilvoorde            | 22 | 12 | 0 | 10 |    |    | 24  |                |
| 7.  | VG Ostenda                | 22 | 11 | 0 | 11 |    |    | 22  |                |
| 8.  | Oxaco Boechout            | 22 | 10 | 0 | 12 |    |    | 20  |                |
| 9.  | Pitzemburg                | 22 | 8  | 1 | 13 |    |    | 17  |                |
| 10. | Canter Crossing Molenbeek | 22 | 7  | 1 | 14 |    |    | 15  |                |
| 11. | Brabo Anversa             | 22 | 2  | 0 | 20 |    |    | 4   | retrocesse     |
| 12. | Gilly                     | 22 | 2  | 0 | 20 |    |    | 4   | retrocesse     |

| Division I 1966-1967      |
| ------------------------- |
| Racing Mechelen 3º titolo |

## Formazione vincitrice
| N° | Naz.                   | Ruolo | Sportivo         |  | Alt. |  |
| -- | ---------------------- | ----- | ---------------- |  | ---- |  |
|    | Belgio (bandiera)      | G     | Willy Steveniers |  | 180  |  |
|    | Stati Uniti (bandiera) | AC    | Jim Fox          |  | 208  |  |